# Aloe bella
Aloe bella é uma espécie de liliopsida do gênero Aloe, pertencente à família Asphodelaceae.